# 大犬座GG
大犬座GG，又名CD-30 4143，HD 55958、SAO 197719、HR 2741，是大犬座的一颗恒星，视星等为6.6，位于銀經243.2，銀緯-9.28，其B1900.0坐标为赤經7h 9m 56.3s，赤緯-30° -9.28′ 43″。